# 스피디 (영화)
스피디(Speedy)는 미국에서 제작된 테드 와일드 감독의 1928년 영화이다. 해럴드 로이드 등이 주연으로 출연하였다.

## 출연

### 주연
- 해럴드 로이드
- 앤 크리스티

### 조연
- 버트 우드러프
- 베이브 루스
- 브라이언 더글러스
- 브룩 베네딕

## 제작진
- 미술: 리엘 K. 베드더